# American Movie
American Movie ist ein US-amerikanischer Dokumentarfilm von Chris Smith aus dem Jahr 1999. Der Film dokumentiert die Entstehung des Independentfilms Coven zwischen 1996 und 1997.

## Handlung
Der enthusiastische Filmemacher Mark Borchardt versucht im ersten Teil des Films, ein von ihm geschriebenes Drama namens Northwestern umzusetzen. Das Projekt wächst ihm jedoch schon nach einigen Wochen über den Kopf. Als die Schauspieler und freiwilligen Mitarbeiter den Glauben an das Projekt verlieren, ändert Borchardt seinen Plan und bemüht sich um die Fertigstellung eines teilweise bereits abgedrehten Kurzfilms namens Coven. Mit Geld, das er sich von seiner Familie geliehen und bei seiner Arbeit auf dem Friedhof verdient hat, und der Unterstützung seiner Eltern und seines besten Freundes Mike Schank versucht er fieberhaft, den Film zu beenden und anschließend auf VHS zu vertreiben. Mit dem Erlös aus diesem Projekt soll dann endlich Northwestern beendet werden.

## Rezeption und Nachwirkung
American Movie wurde von der New York Times in die Auswahl der Best 1,000 Movies Ever Made aufgenommen und zählt laut der International Documentary Association zu den 20 besten Dokumentarfilmen. Auf dem Sundance Film Festival 1999 wurde der Film mit dem Großen Preis der Jury in der Kategorie Dokumentation ausgezeichnet. Der US-amerikanische Filmkritiker Roger Ebert bewertete American Movie mit 4 von 4 möglichen Sternen. Der Wertungsaggregator Metacritic verzeichnet für Chris Smiths Film einen Metascore von 84 von 100. Rotten Tomatoes stuft 94 % der ausgewerteten Kritiken als positiv ein.
Der Film genießt in der Independentfilm-Szene Kultstatus und wird von anderen Filmemachern, wie zum Beispiel James Rolfe, häufig zitiert. Mark Borchardt erlangte in den USA durch den Film große Bekanntheit und trat unter anderem mehrmals in der TV-Show von David Letterman auf. In der Episode Brian Sings & Swings der Zeichentrickserie Family Guy sind Borchardt und Mike Schank Gastsprecher und vertonen ihre Charaktere aus American Movie.

## Veröffentlichungen
- Sony veröffentlichte American Movie im Mai 2000 auf DVD, als Bonusmaterial sind der Kurzfilm Coven, Deleted Scenes und Audiokommentare enthalten. Diese Ausgabe war lange vergriffen.
- Im Oktober 2022 erschien der Film erstmals auf Blu-ray Disc. Das Bonusmaterial ist identisch zur früheren DVD-Veröffentlichung.
- Eine Veröffentlichung auf Ultra HD Blu-ray folgte im Oktober 2024, für welche das 16-mm-Filmmaterial in 4K abgetastet wurde.